# Абеддин-паша
Абеддин-паша (1838—1906) — турецкий государственный деятель, министр иностранных дел Османской империи (9 июня — 12 сентября 1880 года).

## Биография
Родился в Превезе 1838 году. Весьма рано прибыл в Константинополь, где вступил в албанскую стражу телохранителей султана Абдул-Азиза, потом был правительственным комиссаром при фондовой бирже в Галате и издал тогда на турецком языке руководство биржевых дел. Позднее вступил на поприще провинциальной администрации и в 1878 году послан в Силициенскую область для усмирения восставших курдов. Блестящее исполнение поручения доставило ему пост генерал-губернатора в Салониках (1879 год).
9 июня 1880 года назначен министром иностранных дел, но 12 сентября того же года отставлен от должности.